# Seven de Australia 2017
El Seven de Australia 2017 fue la decimocuarta edición del Seven de Australia y la cuarta etapa de la Serie Mundial de Rugby 7 2016-17. Se realizó durante los días 4 y 5 de febrero de 2017 en el Sydney Football Stadium en Sídney, Australia.
Sudáfrica nuevamente se quedó con el título tras imponerse en la final a Inglaterra por 29 a 14.

## Formato
Se dividen en cuatro grupos de cuatro equipos, cada grupo se resuelve con el sistema de todos contra todos a una sola ronda; la victoria otorga 3 puntos, el empate 2 y la derrota 1 punto.
Los dos equipos con más puntos en cada grupo avanzan a cuartos de final de la Copa de Oro. Los cuatro ganadores avanzan a semifinales de la Copa de Oro, y los cuatro perdedores a semifinales de la Copa de Plata.
Los dos equipos con menos puntos en cada grupo avanzan a cuartos de final de la Copa de Bronce. Los cuatro ganadores avanzan a semifinales de la Copa de Bronce, y los cuatro perdedores a semifinales de la Copa Shield.

## Equipos participantes
Como selección invitada se suma Papúa Nueva Guinea al haber finalizado en el cuarto puesto (primero de los equipos no clasificados en el circuito) del Oceanía Rugby Sevens disputado en Suva, Fiyi.
| - Argentina - Australia - Canadá - Escocia | - Estados Unidos - Fiyi - Francia - Gales | - Inglaterra - Japón - Kenia - Nueva Zelanda | - Papúa Nueva Guinea - Rusia - Samoa - Sudáfrica |

## Fase de grupos
- Todos los horarios corresponden al huso horario local: UTC+10.[4]

### Grupo A
| Pos | Países     | Pts | Partidos | Partidos | Partidos | Partidos | Tantos | Tantos | Tantos |
| Pos | Países     | Pts | J        | G        | E        | P        | PF     | PC     | DP     |
| --- | ---------- | --- | -------- | -------- | -------- | -------- | ------ | ------ | ------ |
| 1   | Inglaterra | 9   | 3        | 3        | 0        | 0        | 66     | 27     | 39     |
| 2   | Sudáfrica  | 7   | 3        | 2        | 0        | 1        | 61     | 28     | 33     |
| 3   | Kenia      | 5   | 3        | 1        | 0        | 2        | 36     | 45     | -9     |
| 4   | Japón      | 3   | 3        | 0        | 0        | 3        | 12     | 75     | -63    |

|  | Avanzan a cuartos de final. |

#### Resultados
| 4 de febrero, 10:58 | Inglaterra | 19 - 12 | Kenia | Sydney Football Stadium, Sídney |  |
|                     |            | Reporte |       |                                 |  |

| 4 de febrero, 11:20 | Sudáfrica | 32 - 0  | Japón | Sydney Football Stadium, Sídney |  |
|                     |           | Reporte |       |                                 |  |

| 4 de febrero, 14:53 | Inglaterra | 26 - 0  | Japón | Sydney Football Stadium, Sídney |  |
|                     |            | Reporte |       |                                 |  |

| 4 de febrero, 15:15 | Sudáfrica | 14 - 7  | Kenia | Sydney Football Stadium, Sídney |  |
|                     |           | Reporte |       |                                 |  |

| 4 de febrero, 19:51 | Kenia | 17 - 12 | Japón | Sydney Football Stadium, Sídney |  |
|                     |       | Reporte |       |                                 |  |

| 4 de febrero, 20:13 | Sudáfrica | 15 - 21 | Inglaterra | Sydney Football Stadium, Sídney |  |
|                     |           | Reporte |            |                                 |  |

### Grupo B
| Pos | Países  | Pts | Partidos | Partidos | Partidos | Partidos | Tantos | Tantos | Tantos |
| Pos | Países  | Pts | J        | G        | E        | P        | PF     | PC     | DP     |
| --- | ------- | --- | -------- | -------- | -------- | -------- | ------ | ------ | ------ |
| 1   | Gales   | 8   | 3        | 2        | 1        | 0        | 49     | 34     | 15     |
| 2   | Fiyi    | 7   | 3        | 2        | 0        | 1        | 86     | 35     | 51     |
| 3   | Francia | 5   | 3        | 1        | 0        | 2        | 36     | 59     | -23    |
| 4   | Samoa   | 4   | 3        | 0        | 1        | 2        | 21     | 64     | -43    |

|  | Avanzan a cuartos de final. |

#### Resultados
| 4 de febrero, 10:14 | Francia | 12 - 14 | Gales | Sydney Football Stadium, Sídney |  |
|                     |         | Reporte |       |                                 |  |

| 4 de febrero, 10:36 | Fiyi | 40 - 0  | Samoa | Sydney Football Stadium, Sídney |  |
|                     |      | Reporte |       |                                 |  |

| 4 de febrero, 13:20 | Francia | 17 - 14 | Samoa | Sydney Football Stadium, Sídney |  |
|                     |         | Reporte |       |                                 |  |

| 4 de febrero, 13:42 | Fiyi | 15 - 28 | Gales | Sydney Football Stadium, Sídney |  |
|                     |      | Reporte |       |                                 |  |

| 4 de febrero, 19:07 | Gales | 7 - 7   | Samoa | Sydney Football Stadium, Sídney |  |
|                     |       | Reporte |       |                                 |  |

| 4 de febrero, 19:29 | Fiyi | 31 - 7  | Francia | Sydney Football Stadium, Sídney |  |
|                     |      | Reporte |         |                                 |  |

### Grupo C
| Pos | Países             | Pts | Partidos | Partidos | Partidos | Partidos | Tantos | Tantos | Tantos |
| Pos | Países             | Pts | J        | G        | E        | P        | PF     | PC     | DP     |
| --- | ------------------ | --- | -------- | -------- | -------- | -------- | ------ | ------ | ------ |
| 1   | Nueva Zelanda      | 9   | 3        | 3        | 0        | 0        | 71     | 28     | 43     |
| 2   | Australia          | 7   | 3        | 2        | 0        | 1        | 83     | 47     | 36     |
| 3   | Escocia            | 5   | 3        | 1        | 0        | 2        | 47     | 69     | -22    |
| 4   | Papúa Nueva Guinea | 3   | 3        | 0        | 0        | 3        | 26     | 83     | -57    |

|  | Avanzan a cuartos de final. |

#### Resultados
| 4 de febrero, 11:42 | Nueva Zelanda | 26 - 14 | Australia | Sydney Football Stadium, Sídney |  |
|                     |               | Reporte |           |                                 |  |

| 4 de febrero, 12:04 | Escocia | 26 - 12 | Papúa Nueva Guinea | Sydney Football Stadium, Sídney |  |
|                     |         | Reporte |                    |                                 |  |

| 4 de febrero, 15:37 | Nueva Zelanda | 31 - 7  | Papúa Nueva Guinea | Sydney Football Stadium, Sídney |  |
|                     |               | Reporte |                    |                                 |  |

| 4 de febrero, 15:59 | Escocia | 14 - 43 | Australia | Sydney Football Stadium, Sídney |  |
|                     |         | Reporte |           |                                 |  |

| 4 de febrero, 20:35 | Australia | 26 - 7  | Papúa Nueva Guinea | Sydney Football Stadium, Sídney |  |
|                     |           | Reporte |                    |                                 |  |

| 4 de febrero, 20:57 | Escocia | 7 - 14  | Nueva Zelanda | Sydney Football Stadium, Sídney |  |
|                     |         | Reporte |               |                                 |  |

### Grupo D
| Pos | Países         | Pts | Partidos | Partidos | Partidos | Partidos | Tantos | Tantos | Tantos |
| Pos | Países         | Pts | J        | G        | E        | P        | PF     | PC     | DP     |
| --- | -------------- | --- | -------- | -------- | -------- | -------- | ------ | ------ | ------ |
| 1   | Estados Unidos | 7   | 3        | 2        | 0        | 1        | 67     | 55     | 12     |
| 2   | Argentina      | 6   | 3        | 1        | 1        | 1        | 55     | 53     | 2      |
| 3   | Canadá         | 6   | 3        | 1        | 1        | 1        | 48     | 55     | -7     |
| 4   | Rusia          | 5   | 3        | 1        | 0        | 2        | 38     | 45     | -7     |

|  | Avanzan a cuartos de final. |

#### Resultados
| 4 de febrero, 9:30 | Argentina | 19 - 22 | Estados Unidos | Sydney Football Stadium, Sídney |  |
|                    |           | Reporte |                |                                 |  |

| 4 de febrero, 9:52 | Canadá | 12 - 7  | Rusia | Sydney Football Stadium, Sídney |  |
|                    |        | Reporte |       |                                 |  |

| 4 de febrero, 12:36 | Argentina | 19 - 14 | Rusia | Sydney Football Stadium, Sídney |  |
|                     |           | Reporte |       |                                 |  |

| 4 de febrero, 12:58 | Canadá | 19 - 31 | Estados Unidos | Sydney Football Stadium, Sídney |  |
|                     |        | Reporte |                |                                 |  |

| 4 de febrero, 18:23 | Estados Unidos | 14 - 17 | Rusia | Sydney Football Stadium, Sídney |  |
|                     |                | Reporte |       |                                 |  |

| 4 de febrero, 18:45 | Canadá | 17 - 17 | Argentina | Sydney Football Stadium, Sídney |  |
|                     |        | Reporte |           |                                 |  |

## Etapa eliminatoria

### Copa de oro
|  | Cuartos de final | Cuartos de final | Cuartos de final |               |            | Semifinales | Semifinales | Semifinales |               |               | Copa de oro  | Copa de oro  | Copa de oro |  |
|  |                  |                  |                  |               |            |             |             |             |               |               |              |              |             |  |
|  |                  |                  |                  |               |            |             |             |             |               |               |              |              |             |  |
|  | Inglaterra       | Inglaterra       | 24               |               |            |             |             |             |               |               |              |              |             |  |
|  | Inglaterra       | Inglaterra       | 24               |               |            |             |             |             |               |               |              |              |             |  |
|  | Argentina        | Argentina        | 7                |               |            |             |             |             |               |               |              |              |             |  |
|  | Argentina        | Argentina        | 7                |               | Inglaterra | Inglaterra  | 12          |             |               |               |              |              |             |  |
|  |                  |                  |                  |               | Inglaterra | Inglaterra  | 12          |             |               |               |              |              |             |  |
|  |                  |                  | Nueva Zelanda    | Nueva Zelanda | 5          |             |             |             |               |               |              |              |             |  |
|  | Nueva Zelanda    | Nueva Zelanda    | Nueva Zelanda    | Nueva Zelanda | 5          | 24          |             |             |               |               |              |              |             |  |
|  | Nueva Zelanda    | Nueva Zelanda    |                  |               |            |             |             |             |               |               |              |              |             |  |
|  | Fiyi             | Fiyi             | 21               |               |            |             |             |             |               |               |              |              |             |  |
|  | Fiyi             | Fiyi             | 21               |               |            |             |             |             |               | Inglaterra    | Inglaterra   | 14           |             |  |
|  |                  |                  |                  |               |            |             |             |             |               | Inglaterra    | Inglaterra   | 14           |             |  |
|  |                  |                  | Sudáfrica        | Sudáfrica     | 29         |             |             |             |               |               |              |              |             |  |
|  | Estados Unidos   | Estados Unidos   | Sudáfrica        | Sudáfrica     | 29         | 10          |             |             |               |               |              |              |             |  |
|  | Estados Unidos   | Estados Unidos   |                  |               |            |             |             |             |               |               |              |              |             |  |
|  | Sudáfrica        | Sudáfrica        | 21               |               |            |             |             |             |               |               |              |              |             |  |
|  | Sudáfrica        | Sudáfrica        | 21               |               | Sudáfrica  | Sudáfrica   | 26          |             |               | Tercer lugar  | Tercer lugar | Tercer lugar |             |  |
|  |                  |                  |                  |               | Sudáfrica  | Sudáfrica   | 26          |             |               | Tercer lugar  | Tercer lugar | Tercer lugar |             |  |
|  |                  |                  | Australia        | Australia     | 12         |             |             |             |               |               |              |              |             |  |
|  | Gales            | Gales            | Australia        | Australia     | 12         | 0           |             |             | Nueva Zelanda | Nueva Zelanda | 29           |              |             |  |
|  | Gales            | Gales            |                  |               |            |             |             |             | Nueva Zelanda | Nueva Zelanda | 29           |              |             |  |
|  | Australia        | Australia        | 26               |               |            |             |             |             |               |               | Australia    | Australia    | 14          |  |
|  | Australia        | Australia        | 26               |               |            |             |             |             |               |               | Australia    | Australia    | 14          |  |
|  |                  |                  |                  |               |            |             |             |             |               |               |              |              |             |  |

#### Cuartos de final
| 5 de febrero, 11:58 | Inglaterra | 24 - 7  | Argentina | Sydney Football Stadium, Sídney |  |
|                     |            | Reporte |           |                                 |  |

| 5 de febrero, 12:20 | Nueva Zelanda | 24 - 21 | Fiyi | Sydney Football Stadium, Sídney |  |
|                     |               | Reporte |      |                                 |  |

| 5 de febrero, 12:42 | Estados Unidos | 10 - 21 | Sudáfrica | Sydney Football Stadium, Sídney |  |
|                     |                | Reporte |           |                                 |  |

| 5 de febrero, 13:04 | Gales | 0 - 26  | Australia | Sydney Football Stadium, Sídney |  |
|                     |       | Reporte |           |                                 |  |

#### Semifinales
| 5 de febrero, 15:53 | Inglaterra | 12 - 5  | Nueva Zelanda | Sydney Football Stadium, Sídney |  |
|                     |            | Reporte |               |                                 |  |

| 5 de febrero, 16:15 | Sudáfrica | 26 - 12 | Australia | Sydney Football Stadium, Sídney |  |
|                     |           | Reporte |           |                                 |  |

#### Tercer puesto
| 5 de febrero, 18:24 | Nueva Zelanda | 29 - 14 | Australia | Sydney Football Stadium, Sídney |  |
|                     |               | Reporte |           |                                 |  |

#### Final
| 5 de febrero, 18:51 | Inglaterra | 14 - 29 | Sudáfrica | Sydney Football Stadium, Sídney |  |
|                     |            | Reporte |           |                                 |  |

| Bandera de Sudáfrica   |
| Campeón Sudáfrica      |
| 3º título del circuito |

### Copa de plata
|  | Semifinales    | Semifinales    | Semifinales    |                |      | Copa de plata | Copa de plata | Copa de plata |  |
|  |                |                |                |                |      |               |               |               |  |
|  |                |                |                |                |      |               |               |               |  |
|  | Argentina      | Argentina      | 21             |                |      |               |               |               |  |
|  | Argentina      | Argentina      | 21             |                |      |               |               |               |  |
|  | Fiyi           | Fiyi           | 38             |                |      |               |               |               |  |
|  | Fiyi           | Fiyi           | 38             |                | Fiyi | Fiyi          | 35            |               |  |
|  |                |                |                |                | Fiyi | Fiyi          | 35            |               |  |
|  |                |                | Estados Unidos | Estados Unidos | 12   |               |               |               |  |
|  | Estados Unidos | Estados Unidos | Estados Unidos | Estados Unidos | 12   | 19            |               |               |  |
|  | Estados Unidos | Estados Unidos |                |                |      | 19            |               |               |  |
|  | Gales          | Gales          | 10             |                |      |               |               |               |  |
|  | Gales          | Gales          | 10             |                |      |               |               |               |  |
|  |                |                |                |                |      |               |               |               |  |

### Copa de bronce
|  | Eliminatoria       | Eliminatoria       | Eliminatoria |         |       | Semifinales | Semifinales | Semifinales |  |       | Copa de bronce | Copa de bronce | Copa de bronce |  |
|  |                    |                    |              |         |       |             |             |             |  |       |                |                |                |  |
|  |                    |                    |              |         |       |             |             |             |  |       |                |                |                |  |
|  | Kenia              | Kenia              | 0            |         |       |             |             |             |  |       |                |                |                |  |
|  | Kenia              | Kenia              | 0            |         |       |             |             |             |  |       |                |                |                |  |
|  | Rusia              | Rusia              | 22           |         |       |             |             |             |  |       |                |                |                |  |
|  | Rusia              | Rusia              | 22           |         | Rusia | Rusia       | 17          |             |  |       |                |                |                |  |
|  |                    |                    |              |         | Rusia | Rusia       | 17          |             |  |       |                |                |                |  |
|  |                    |                    | Samoa        | Samoa   | 12    |             |             |             |  |       |                |                |                |  |
|  | Escocia            | Escocia            | Samoa        | Samoa   | 12    | 14          |             |             |  |       |                |                |                |  |
|  | Escocia            | Escocia            |              |         |       |             |             |             |  |       |                |                |                |  |
|  | Samoa              | Samoa              | 21           |         |       |             |             |             |  |       |                |                |                |  |
|  | Samoa              | Samoa              | 21           |         |       |             |             |             |  | Rusia | Rusia          | 26             |                |  |
|  |                    |                    |              |         |       |             |             |             |  | Rusia | Rusia          | 26             |                |  |
|  |                    |                    | Francia      | Francia | 0     |             |             |             |  |       |                |                |                |  |
|  | Canadá             | Canadá             | Francia      | Francia | 0     | 7           |             |             |  |       |                |                |                |  |
|  | Canadá             | Canadá             |              |         |       |             |             |             |  |       |                |                |                |  |
|  | Japón              | Japón              | 19           |         |       |             |             |             |  |       |                |                |                |  |
|  | Japón              | Japón              | 19           |         | Japón | Japón       | 12          |             |  |       |                |                |                |  |
|  |                    |                    |              |         | Japón | Japón       | 12          |             |  |       |                |                |                |  |
|  |                    |                    | Francia      | Francia | 19    |             |             |             |  |       |                |                |                |  |
|  | Francia            | Francia            | Francia      | Francia | 19    | 17          |             |             |  |       |                |                |                |  |
|  | Francia            | Francia            |              |         |       |             |             |             |  |       |                |                |                |  |
|  | Papúa Nueva Guinea | Papúa Nueva Guinea | 0            |         |       |             |             |             |  |       |                |                |                |  |
|  | Papúa Nueva Guinea | Papúa Nueva Guinea | 0            |         |       |             |             |             |  |       |                |                |                |  |
|  |                    |                    |              |         |       |             |             |             |  |       |                |                |                |  |

### Copa shield
|  | Semifinales        | Semifinales        | Semifinales |        |       | Copa shield | Copa shield | Copa shield |  |
|  |                    |                    |             |        |       |             |             |             |  |
|  |                    |                    |             |        |       |             |             |             |  |
|  | Kenia              | Kenia              | 19          |        |       |             |             |             |  |
|  | Kenia              | Kenia              | 19          |        |       |             |             |             |  |
|  | Escocia            | Escocia            | 14          |        |       |             |             |             |  |
|  | Escocia            | Escocia            | 14          |        | Kenia | Kenia       | 5           |             |  |
|  |                    |                    |             |        | Kenia | Kenia       | 5           |             |  |
|  |                    |                    | Canadá      | Canadá | 10    |             |             |             |  |
|  | Canadá             | Canadá             | Canadá      | Canadá | 10    | 33          |             |             |  |
|  | Canadá             | Canadá             |             |        |       | 33          |             |             |  |
|  | Papúa Nueva Guinea | Papúa Nueva Guinea | 20          |        |       |             |             |             |  |
|  | Papúa Nueva Guinea | Papúa Nueva Guinea | 20          |        |       |             |             |             |  |
|  |                    |                    |             |        |       |             |             |             |  |

## Posiciones finales
| Pos               | Equipo             |
| ----------------- | ------------------ |
| Medalla de oro    | Sudáfrica          |
| 2                 | Inglaterra         |
| 3                 | Nueva Zelanda      |
| 4                 | Australia          |
| Medalla de plata  | Fiyi               |
| 6                 | Estados Unidos     |
| 7                 | Argentina          |
| 7                 | Gales              |
| Medalla de bronce | Rusia              |
| 10                | Francia            |
| 11                | Samoa              |
| 11                | Japón              |
| 13                | Canadá             |
| 14                | Kenia              |
| 15                | Escocia            |
| 15                | Papúa Nueva Guinea |